# Бу Сян
Бу Сян (спрощ.: 不降; кит. трад.: 不降; піньїнь: Bù jiàng) — одинадцятий правитель держави Ся, наступник свого батька Се.

## Загальні відомості
Місце народження невідоме. Його батько, Ся Се, був попереднім володарем країни. Ім'я та походження матері залишаються загадкою. 
Бу Сян вважається одним з наймудріших правителів держави Ся.
Відповідно до Бамбукових анналів, на шостому році правління він боровся в протодержавою на території сучасного району Цзююань. 
На тридцять третьому році правління васальна держава Ся, Шан, перемогла Пі.
На п'ятдесять дев'ятому році правління він передав трон своєму молодшому брату Цзюну.
Ще через десять років Бу Сян помер.